# ヘンプ・オイル

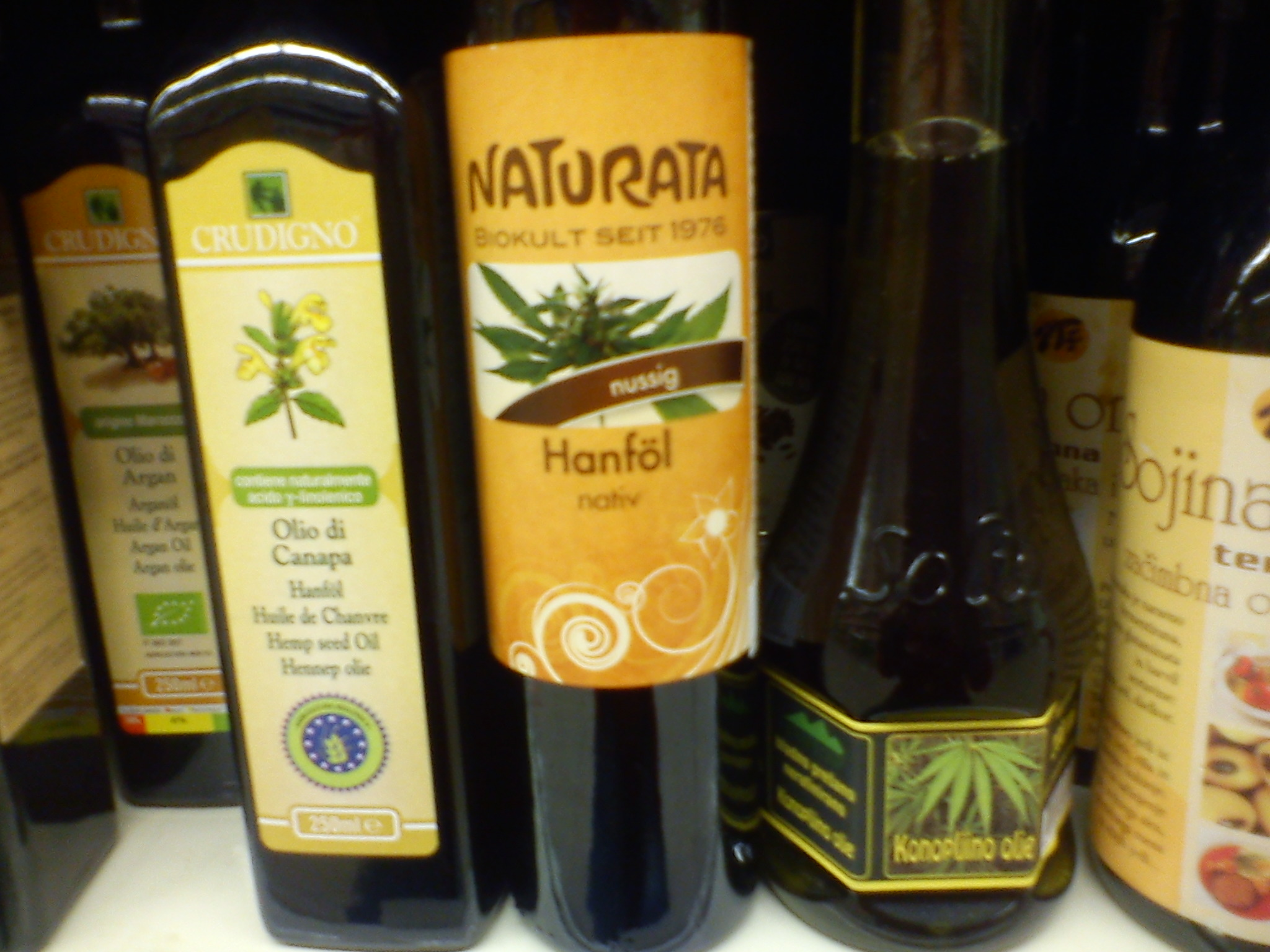
ヘンプ・オイル

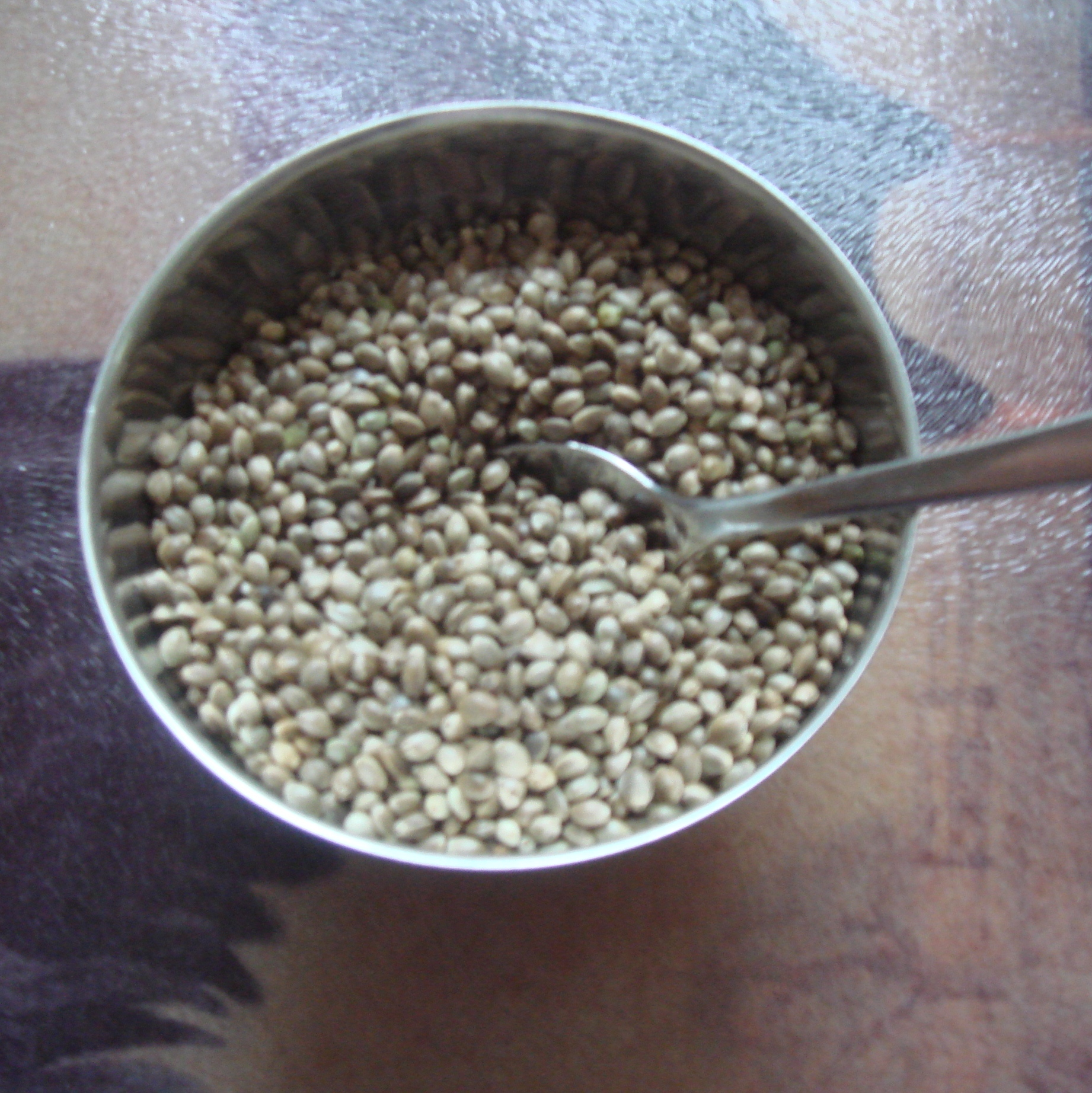
Hempseeds from which hempseed oil can be extracted

ヘンプ・オイル (hemp oil) は、ヘンプ(麻)の種子からとれる油脂である。麻実油、大麻油とも。種子の重量に対して25%から30%がオイルとして抽出できる。精製されていないヘンプ・オイルは通常、よく熟れたイネ科植物のようなライトグリーン色をしているが、精製されるとほとんど透明色になる。

## 性質
乾性油であるが乾燥性はアマニ油よりも悪い。主な成分としてはパルミチン酸やリノール酸、リノレン酸などが含まれ、ヨウ素価は149-167、けん化価は190-193である。

## 用途
ヘンプ・オイルはボディーケア製品・潤滑油・塗料・工業用途など、非常に広範囲に使われている。また抗菌性の性質を持っているため、石鹸・シャンプー・洗剤などの成分としても使われている。食用としても用いられ、オイルは必須脂肪酸を8割も含むという特徴があり人体が必要とするバランスにも秀でている。
バイオディーゼル（植物燃料）の原料として以前から研究されており、最近注目され始めている。以上のような製品原料としてヘンプ・オイル使用を促進させるための団体が現在数多く存在する。
なお、ヘンプ・オイルは種子から油成分のみを抽出したもので、麻に含まれる陶酔成分THCを含むことはない。そのため嗜好品としては使用できない。